# Exobasidium symploci-japonicae
Exobasidium symploci-japonicae är en svampart som beskrevs av Kusano & Tokubuchi 1907. Exobasidium symploci-japonicae ingår i släktet Exobasidium och familjen Exobasidiaceae.   Inga underarter finns listade i Catalogue of Life.